# Stanney Lundgren
Teresia Stanney Charlotte Lundgren, född Persson 25 oktober 1901 i Malmö, död där 4 september 1969, var en svensk målare.
Lundgren var som konstnär autodidakt. Hennes konst består av skogsmotiv och porträtt utförda i olja eller pastell.   